# Jumland
Le Jumland est le nom que donnent les Jumma ou Jummo à leur région connue sous celui de « Chittagong Hill Tracts » (CHT) située dans le sud-est du Bangladesh. Il couvre une superficie plus de 14 183 km², soit 10 % du Bangladesh. La capitale de Jumland est Rangamadtya (en langue bangladaise Rangamati, le parlement régional est dirigé par son Président élu mais il y a aussi un roi, qui encadre la justice. Les Jummo sont estimés par le gouvernement du Bangladesh environ 650 000 mais la population totale de Jumland est d'environ 1 500 000 individus.